# Gerelind von Pfalzel
Gerelind von Pfalzel (* um 680; † nach 698) war die Tochter des Odo, einem vir illuster, und der Gründerin des Frauenklosters Pfalzel, Adela von Pfalzel.

## Leben
Als filia (Tochter) Odonis, schenkte Gerelind im Jahr 698 dem hl. Willibrord für dessen Kloster Echternach einen Weinberg mit Winzer nebst Zubehör in Klotten an der Mosel. Im Kreis Cochem-Zell ist dies die älteste urkundlich belegte Schenkung eines Weinberges.

## Familie
Gerelind hatte mindestens noch zwei weitere Geschwister, Bruder Alberich († zwischen 714 und 721, Vater des Bischofs Gregor von Utrecht) und Bruder Haderich († nach 699).